# Ігнатов Олександр Миколайович
Олекса́ндр Микола́йович Ігна́тов (нар. 25 червня 1993 — 16 серпня 2015) — солдат Збройних сил України, учасник російсько-української війни.

## Життєпис
Народився 1993 року в селі Володимирівка Казанківського району (Миколаївська область). Проживав у місті Кривій Ріг, де 2009 року закінчив 9 класів ЗОШ № 26, 2012-го — Центр підготовки і перепідготовки робітничих кадрів № 1, здобув спеціальність «машиніст бульдозера, скрепера, грейдера». Протягом 2012—2013 років проходив строкову військову службу в лавах ЗСУ — у 169-му навчальному центрі. Демобілізувавшись, працював машиністом екскаватора на підприємстві у Кривому Розі.
14 серпня 2014 року мобілізований до лав ЗСУ, механік-водій саперного взводу 53-ї окремої механізованої бригади. З осені 2014-го брав участь у бойових діях на сході України.
23 травня 2015 року зазнав важкого поранення поблизу Станиці Луганської внаслідок пострілу снайпера в голову. Олександра доставили до київського шпиталю. Лікарі боролися за його життя, проте їхні зусилля виявилися марними. 16 серпня Олександр Ігнатов помер.
20 серпня 2015 року похований у Кривому Розі на Алеї Слави Центрального кладовища.

## Нагороди та вшанування
За особисту мужність, сумлінне та бездоганне служіння Українському народові, зразкове виконання військового обов'язку відзначений — нагороджений
- орденом «За мужність» ІІІ ступеня (16.1.2016, посмертно)[1]
- 22 березня 2016 року на території криворізького Центру підготовки і перепідготовки робітничих кадрів № 1 відкрито пам'ятний знак учням, які загинули в антитерористичній операції на сході України, серед яких і ім'я Олександра Ігнатова
- 22 квітня 2016 року на будівлі криворізької загальноосвітньої школи № 26 відкрито меморіальну дошку випускнику Олександру Ігнатову.